# Joe Proski
Joe Proski est un ancien entraîneur américain de basket-ball.
Il fut préparateur physique en NBA durant 33 années. Après une année passée aux Chicago Bulls, Proski intégra le staff des Phoenix Suns en 1968. Proski fut préparateur physique durant quatre NBA All-Star Game (1971, 1975, 1985 et 1995) et fut nommé meilleur préparateur physique de l'année en 1988. À l'issue de la saison 1999-2000, Proski prit sa retraite, et le 1er avril 2001, une bannière en son honneur fut retiré dans la franchise des Suns.